# Couvent des Minimes de Fublaines
Le couvent des minimes de Fublaines est un couvent situé à Fublaines, construit par Jacques Lemercier en 1623 et démoli en 1789.

## Localisation
Le couvent des minimes de Fublaines se situe en Seine-et-Marne, dans la ville de Fublaines, près de Meaux.

## Histoire
La prieure des bénédictines, sœur Anne Moreau, achète en 1623 une maison appelée « La Grosse Tour » et deux autres petites maisons, dans le but d'y placer ses religieuses à l'abri dans une ville fermée. Sœur Anne de Castille, qui lui succède, acquiert quelques jardins voisins, et en 1641, les religieuses posent la première pierre d'un monastère qui remplace les vieux bâtiments. En 1723, ce couvent compte 24 religieuses. Réunies en 1734 au monastère de Noéfort, les minimes de Fublaines, dont le couvent vient de brûler, sont installées à leur place. Elles restaurent l'église, qui a aujourd'hui disparu. Seule subsiste cette bâtisse.